# 闽浙赣人民游击纵队
闽浙赣人民游击纵队，又称闽浙赣游击纵队，是第二次国共内战时期中国共产党领导的一支游击队。
为适应全国战争形势，中共闽浙赣省委于1948年底计划统一整编各地游击队，公开番号。1949年1月8日，上报华东军区；1月22日，中央军委同意给予闽浙赣边区的游击队“纵队”名义。2月3日，闽浙赣人民游击纵队在南平上溪宣布成立，直属部队主要由闽东北地区的武装组成，编为3个支队和1个教导队。纵队成立后，北上江西，途中，于2月12日在顺昌岗下乡连垱村会议确定领导班子：曾镜冰任司令兼政委，陈贵芳任副司令兼参谋长，左丰美任副政委，黄扆禹任政治部主任。
由于组建仓促，未明确各地游击队隶属关系，各地游击队仍独立作战，主要包括闽西北、闽北、闽浙边游击纵队、闽中支队及闽东北、闽东游击队。5月，纵队直属队在江西贵溪与第二野战军第四兵团会师，随后返回福建。福建军区成立后，游击队全部由其接收，直属队并入福建军区南平军分区及邵武、建瓯、建阳县大队，各地游击武装亦改编为县区地方武装和公安部队。